# Kyle Lowder
Kyle Brandon Lowder (Saint Louis, 27 agosto 1980) è un attore e cantante lirico statunitense.

## Biografia
Kyle Lowder ha debuttato come attore nel 2000 nella soap Americana I giorni della nostra vita , interpretando la parte di Brady Black, ha recitato nella soap fino al 2006. Grazie a quel ruolo è stato nominato nel 2003 al premio Emmy  e nello stesso anno ha vinto un Soap Opera Digest Awards, come miglior giovane attore. Tra il 2009 e il 2010 è tornato a recitare nella serie.
Ha recitato anche nel telefilm Friends  nel 2003, nei panni di sé stesso, e nel 2006 in Cuts .
Dal 2007  al 2011 ha interpretato Rick Forrester, figlio di Brooke Logan ed Eric Forrester, nella celebre soap Beautiful, ruolo che ha dato all'attore una grande fama a livello mondiale.
Tra il 2010 e il 2011 è alle riprese del suo primo film cinematografico Wedding Day uscito nelle sale cinematografiche americane nel 2011. Con lui nel film anche David Koechner. Sempre nel 2011 entra nel cast della soap opera Devanity.
L'attore è anche un bravo cantante lirico, infatti è entrato a far parte dell'All State Choir, ovvero i 280 cantanti Americani più famosi e bravi. Grande fan di Andrea Bocelli, ha ammesso che gli piacerebbe molto duettare con lui. Kyle ha anche cantato diversi inni nazionali. Nel 2010 è stato ospite di Gerry Scotti nel programma musicale Io canto, dove si è esibito con diversi brani famosi lirici, ricevendo i complimemti anche di Katia Ricciarelli.
Nel 2018 ritorna a I giorni della nostra vita nel ruolo di Rex Brady, ruolo che ricopre fino al 2023 e brevemente nel 2025.
Oltre a recitare e cantare, pratica anche molto sport, infatti mentre frequentava il liceo corse gli 800 metri ai campionati interstatali di atletica che si disputano tra gli studenti liceali USA.

## Vita privata
Mentre recitava ne I giorni della nostra vita, ha conosciuto Arianne Zucker, di 6 anni più di lui. Si sono sposati nel 2002 e nel 2009 hanno avuto una figlia, Isabella.

## Filmografia

### Cinema
- Wedding Day (2011), regia di André Gordon

### Televisione
- Il tempo della nostra vita (Days of Our Lives), soap opera (2000-2005, 2018-2023, 2025)
- Friends, sitcom (2003)
- Beautiful (The Bold and the Beautiful), soap opera (2007-2011)
- DeVanity, (2011-2012)

## Premi

### Emmy Awards
Nomination:
- Miglior giovane attore in una serie drammatica, per I giorni della nostra vita (2003)

### Soap Opera Digest Awards
Vinti:
- Miglior giovane attore protagonista in una soap-opera, per I giorni della nostra vita (2003)